# Jestřebí, Česká Lípa
Jestřebí là một làng thuộc huyện Česká Lípa, vùng Liberecký, Cộng hòa Séc.